# Коротков, Павел Васильевич
Павел Васильевич Коротков (28 октября 1925 года, село Хорлово, Воскресенский район, Московская область, РСФСР, СССР — ?) — советский государственный и политический деятель, депутат Верховного Совета РСФСР VI и VII созывов.

## Биография
Павел Васильевич родился в семье рабочих 28 октября 1925 года в посёлке Хорлово, Воскресенского района Московской области РСФСР.

## Образование
Окончил Вечерний университет марксизма-ленинизма. В 1942—1948 учился в Московском авиационном институте по специальности «инженер-механик».

## Трудовая деятельность
В 1942 году устроился электриком на фабрику «Серп и молот». После окончания авиационного института в 1948 году принят на работу конструктором, ведущим инженером завода (п/я № 282).

## Партийная деятельность
Член КПСС с 1951 года.
В 1952—1954 гг. — секретарь парткома завода им. И. В. Сталина.
С апреля 1954 года по сентябрь 1956 года был первым секретарём Свердловского райкома КПСС г. Перми.
В 1956—1957 гг. — второй секретарь Молотовского горкома КПСС.
В 1957—1959 — заведующий отделом оборонной промышленности Пермского обкома КПСС.
В 1961—1967 гг. — второй секретарь Дагестанского областного комитета КПСС.
Депутат Верховного Совета РСФСР 6-7 созывов.